# بلیک لایولی
بلیک الندر لایولی (انگلیسی: Blake Ellender Lively؛ زادهٔ ۲۵ اوت ۱۹۸۷) بازیگر آمریکایی است. او که دختر بازیگر ارنی لایولی است، نخستین کار حرفه‌ای خود را در پروژه‌ای به کارگردانی پدرش انجام داد. او نقش موفقیت‌آمیز خود را در خواهری از سفر آرزوها (۲۰۰۵) و دنباله آن در سال ۲۰۰۸ داشت. لایولی برای بازی در نقش سرنا ون در وودسن در مجموعهٔ تلویزیونی درام نوجوانانهٔ دختر سخن‌چین (۲۰۰۷–۲۰۱۲) به شهرت رسید.
از میان فیلم‌ها، لایولی در کمدی‌های رمانتیک نیویورک، دوستت دارم (۲۰۰۸)، زندگی شخصی پیپا لی (۲۰۰۹) و کافه سوسایتی (۲۰۱۶) و همچنین در فیلم‌های مهیج شهر (۲۰۱۰) و وحشی‌ها (۲۰۱۲) بازی کرده است. او سپس در فانتزی رمانتیک روزگار آدلین (۲۰۱۵)، فیلم بقا آب‌های کم‌عمق (۲۰۱۶)، کمدی مهیج یک لطف ساده (۲۰۱۸) و درام عاشقانه با ما به پایان می‌رسد (۲۰۲۴) بازی کرد. او همچنین موزیک ویدئوی سال ۲۰۲۱ تیلور سوئیفت «شرط می‌بندم به من فکر می‌کنی» را کارگردانی کرد.
در فیلم ابرقهرمانی گرین لنترن (۲۰۱۱)، لایولی نقش کرول فریس را بازی کرد؛ در طول فیلم‌برداری، او با همسر آینده‌اش رایان رینولدز آشنا شد. آن‌ها در سال ۲۰۱۲ ازدواج کردند و با هم صاحب چهار فرزند شدند. او همچنین به‌خاطر کارهای حمایت‌طلبی شناخته شده است و سفیر شنل و لورئال بوده است.

## اوایل زندگی
بلیک الندر براون در ۲۵ اوت ۱۹۸۷ در محله تارزنا، لس آنجلس، کالیفرنیا به دنیا آمد. مادرش، الین لایولی (با نام خانوادگی اصلی مک‌آلپین)، به عنوان استعدادیاب مشغول به کار بود، و پدرش، ارنی لایولی (سابقا براون)، بازیگر بود. نام لایولی به اقتباس از نام برادرِ مادربزرگش انتخاب شد. او یک برادر بزرگتر به نام اریک و سه خواهر و برادر ناتنی از ازدواج قبلی مادرش به نام‌های لوری، روبین و جیسون دارد. پدر و مادر و خواهر و برادر او همگی در صنعت سرگرمی کار کرده‌اند.
در دوران کودکی لایولی، والدینش به جای اینکه او را نزد پرستار بچه بگذارند، او را به کلاس‌های بازیگری که تدریس می‌کردند، بردند. او بعداً گفت که تماشای آموزش والدینش به او کمک کرد تا با بزرگ‌تر شدن و شروع به کار در این صنعت، تمرینات را یاد بگیرد و اعتماد به نفس پیدا کند. او نخستین کار حرفه‌ای خود را در ۱۰ سالگی با حضور در فیلم Sandman در سال ۱۹۹۸ به کارگردانی پدرش انجام داد. لایولی نقش خود را «خرده‌نقش» توصیف کرد. او در ابتدا علاقه‌ای به بازیگری نداشت و می‌خواست در دانشگاه استنفورد شرکت کند.
او فارغ‌التحصیل سال ۲۰۰۵ از دبیرستان بربنک است. لایولی در آن‌جا سردستهٔ هلهله‌چیان، عضو گروه هم‌نواز مسابقات قهرمانی و نمایندهٔ کلاس بود. برادر بزرگترش از نماینده استعدادیابی خود خواست که در ماه‌های تابستان از لایولی چندین آزمون بگیرد. پس از آن برای بازی در فیلم خواهری از سفر آرزوها (۲۰۰۵) انتخاب شد؛ او صحنه‌های خود را بین سال‌های سوم و آخر دبیرستان فیلم‌برداری کرد.

## مشاجرهبا ما به پایان می‌رسد
لایولی از جاستین بالدونی، کارگردان و همبازی‌اش در فیلم با ما به پایان می‌رسد، به اتهام تجربی آزار جنسی شکایت کرده است.
لایولی ادعا کرده که بالدونی در طول تولید فیلم محیطی سمی ایجاد کرده و رفتارهای ناپسندی داشته است. اتهامات شامل تعرض جنسی، صحبت‌های نامناسب درباره زندگی شخصی، قصد بوسیدن ناخواسته و نمایش محتوای غیراخلاقی است. طبق شکایت لایولی، بالدونی و تیم روابط عمومی‌اش تلاش کرده‌اند تا با کمپین‌های رسانه‌ای به شهرت او آسیب بزنند. لایولی همچنین اشاره کرده که بالدونی شرایط کاری ناامنی را برای زنان در صحنه فیلم‌برداری ایجاد کرده است.
در پاسخ به این شکایت‌ها، بالدونی همه اتهامات را رد کرده و خود از روزنامه نیویورک تایمز به دلیل انتشار گزارش‌هایی که به باورش نادرست است، شکایت کرده است. او همچنین ادعا کرده که لایولی با طرح اتهامات دروغین به دنبال کنترل فیلم بوده است.

## فیلم‌شناسی
| سال  | عنوان فیلم                 | نقش                             |
| ---- | -------------------------- | ------------------------------- |
| ۲۰۰۵ | خواهری از سفر آرزوها       | بریج ورلند                      |
| ۲۰۰۶ | پذیرفته                    | مونیکا مورلند                   |
| ۲۰۰۶ | سایمون می‌گوید              | جنی                             |
| ۲۰۰۷ | الویس و آنابل              | انابل لی                        |
| ۲۰۰۸ | خواهری از سفر آرزوها ۲     | بریج ورلند                      |
| ۲۰۰۹ | نیویورک، دوستت دارم        | گابریل دیمارکو                  |
| ۲۰۰۹ | زندگی شخصی پیپا لی         | یانگ پیپا لی                    |
| ۲۰۱۰ | شهر                        | کریستا کوگلی                    |
| ۲۰۱۱ | فانوس سبز                  | کارول فریس                      |
| ۲۰۱۱ | ساده‌لوح                    | گلندا                           |
| ۲۰۱۲ | وحشی‌ها                     | اوفیلیا «او» سیج                |
| ۲۰۱۵ | روزگار آدلین               | آدلین باومن                     |
| ۲۰۱۶ | کافه سوسایتی               | ورونیکا                         |
| ۲۰۱۶ | آبهای کم عمق               | نانسی آدامز                     |
| ۲۰۱۷ | همه چیزی که می‌بینم تو هستی | جینا                            |
| ۲۰۱۸ | یک لطف ساده                | امیلی نلسون / هوپ و فیث مک لندن |
| ۲۰۲۰ | بخش ریتم                   | استفانی پاتریک                  |
| ۲۰۲۴ | با ما به پایان می‌رسد       | لیلی بلوم                       |
| ۲۰۲۴ | ددپول و ولورین             | لیدی ددپول                      |

| سال             | عنوان سریال      | نقش              | توضیحات |
| --------------- | ---------------- | ---------------- | --- |
| ۲۰۰۷—در حال پخش | دختر سخن چین     | سرنا ون در وودسن | برگزیده بازیگر نقش اول زن تلویزیون برای جایزه انتخاب نوجوان: درام (۲۰۰۹) نامزد - ۳۶ جایزه گوی طلایی \| جایزه بازیگر نقش اول زن برای انتخاب درام تلویزیونی مورد علاقه مردم (۲۰۱۰) نامزد - جوایز انتخاب نوجوان \| برگزیده بازیگر نقش اول زن تلویزیون برای جایزه انتخاب نوجوان: درام (۲۰۱۰) |
| ۲۰۰۹            | پخش زنده شنبه شب | خودش             | میزبان |

## جوایز
| سال  | جایزه                                 | رده                      | نامزد کار    | نتیجه برای |
| ---- | ------------------------------------- | ------------------------ | ------------ | ---------- |
| ۲۰۰۸ | خودش                                  | دستیابی به جایزه برک آوت | الویس وانابل | نامزدی     |
| ۲۰۱۰ | بخش فیلم انجمن منتقدان واشینگتن دی سی | بهترین گروه              | شهر          | برنده      |